# 泰國駐英國大使館
泰國駐英國大使館（英語：Embassy of Thailand, London）是泰國駐大不列顛暨北愛爾蘭聯合王國的外交代表機構。
泰國駐英國大使館還在南肯辛頓維多利亞路2號設有空軍專員辦公室，在梅費爾特福德街11號設有商務專員辦公室，在南肯辛頓王子門28號設有教育專員辦公室。
自1965年以來，泰國駐英國大使館一直位於當前地址。